# 明瑞
明瑞（穆麟德轉寫：mingšui，1730年—1768年 †），字筠亭，富察氏，滿洲鑲黃旗人，其父為承恩公傅文，祖父則是康熙朝大臣李榮保，姑姑為孝賢純皇后。自官學生襲一等承恩公後，在乾隆朝的開疆拓土中屢立戰功，先平阿睦爾撒納，後又破小和卓，最後在清緬戰爭時被圍攻，只好孤軍奮戰，終致彈盡糧絕，最終殉國。因其數次大功，被乾隆改封為一等誠嘉毅勇公，因其忠義，故諡號「果烈」。除此之外，其也因多次立功而受賞了許多殊榮，如賜「黃帶子」、「寶石頂」、「四團龍補服」、「雙眼花翎」、「圖形紫光閣」、「旌勇祠祭祀」等。

## 生平
乾隆十四年（1749年），承襲父親傅文的爵位，成為第三代的一等承恩公，授二等侍衛。
乾隆二十一年（1756年），從征阿睦爾撒納，明瑞被任命為副都統銜授領隊大臣，有功，被拔擢為戶部侍郎，授參贊大臣，於公爵加「毅勇」字，號承恩毅勇公。
二十四年（1759年），從征霍集占，復有功，賜雙眼花翎，加雲騎尉世職。返回後，圖形紫光閣，擢升為正白旗漢軍都統。
二十七年（1762年）十一月，出任伊犁將軍，進加騎都尉世職。
三十年（1765）年乌什叛乱。
三十一年（1766年）十一月，卸任伊犁將軍，調任雲貴總督，加兵部尚书都察院右都御史銜。
三十二年（1767年3月31日）三月，出征緬甸。年底，於小猛育受緬甸軍萬餘人圍困，參贊大臣額勒登額駐兵老官屯不救援，巡撫鄂寧因許久未收到明瑞軍報，七次傳檄額勒登額發兵，額勒登額拒絕且違命擅自退兵返回雲南虎踞關，老官屯緬甸軍於是回軍夾擊明瑞。明瑞軍糧食斷絕，火藥用盡，命令殺馬、騾充作軍糧。
三十三年（1768年）二月，令麾下將領達興阿、本進忠等分數隊由小猛育突圍，明瑞親自與諸位領隊大臣、巴圖魯侍衛數十人率親兵數百名斷後，反向衝入緬軍陣中，激戰中都統扎拉豐阿、護軍統領觀音保陣亡，明瑞後胸、臂中槍後陣亡。一說明瑞不願死於緬軍之手，疾行脫離戰場二十里，割下髮辮交給僕人，命僕人返國報信後自缢於樹下，僕人以樹葉掩蓋屍體而離去。三十三年，追封一等誠嘉毅勇公（载《钦定八旗通志：异姓封爵》）。
朝廷赐祭葬，諡果烈，入祀昭忠祠，乾隆帝作〈将军公明瑞挽诗〉致哀，並作〈御制五功臣诗〉紀念。

## 著作
《北窗吟稿》

## 家庭
- 祖父：李榮保，官至察哈爾總管。
- 父：傅文，官至散秩大臣、封一等承恩公。
- 叔：
  - 傅恒，官至保和殿大学士、軍機大臣，封一等忠勇公。
  - 傅清，官至都統、駐藏大臣，封一等伯。
- 姑：孝賢純皇后。
- 弟：
  - 奎林，官至成都將軍、駐藏大臣。
  - 奎亮，官三等侍衛。娶鈕祜祿氏。
- 繼妻：佟佳氏（？-1768），二等輕車都尉寧古塔副都統常昇之女，刑部尚書藍拜玄孫女。明瑞死後自縊殉夫[5]。
- 承繼子：惠倫（？-1797），弟奎林之子，乾隆三十三年襲明瑞之一等公，官至奉宸苑卿、鑲藍旗護軍統領，嘉慶二年中鎗陣亡[6]。

## 延伸阅读
[在维基数据编辑]
 《清史稿/卷327》，出自趙爾巽《清史稿》
 在维基共享资源阅览影像